# Blackburn B-101 Beverley
El Blackburn B-101 Beverley fue el avión de mayor tamaño en el inventario de la RAF. Tenía un enorme fuselaje, capaz de albergar una carga útil de más 22 toneladas: una amplia gama de equipo militar, 94 soldados o 70 paracaidistas. Prestó servicio con cinco escuadrones de la RAF en todo el mundo.

## Historia
Casi 17 años separan los dos diseños de mayores dimensiones de la Blackburn: el hidrocanoa Blackburn R.B.3A Perth de 1934, y el posterior Blackburn B-101 Beverly. Este último no era en realidad, un diseño de Blackburn sino de General Aircraft, la compañía constructora del planeador pesado GAL.49 Hamilcar .
Entrado en servicio en 1956, el aspecto más atractivo y la capacidad para transportar cargas voluminosas y pesadas despegando y aterrizando en pistas cortas, son cualidades que rara vez se encuentran juntas, y el G.A.L. 60 Universal Freighter confirmó este hecho. General Aircraft había realizado varios estudios sobre un gran avión de carga, cuando el Ministerio del Aire británico publicó su Especificación C.3/46 solicitando un transporte táctico de alcance medio, presentó el G.A.L. 60. Se firmó un contrato por un prototipo, que debía ir propulsado por una nueva versión desarrollada del motor radial Bristol Hercules .

## Diseño y desarrollo

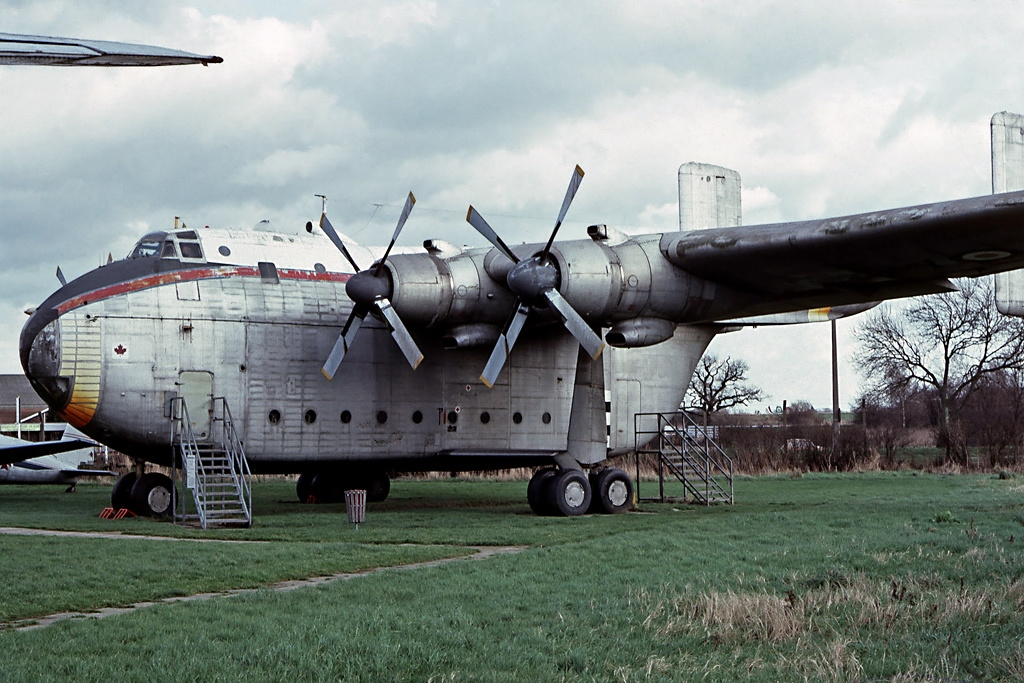
Blackburn B-101 Beverley C1

Avión de carga y transporte de tropas de 4 motores de hélice, la configuración del G.A.L. 60 era la de un sencillo avión no presurizado provisto de tren de aterrizaje fijo; el prototipo se construyó en la factoría de General Aircraft en Hanworth, Middlesex. El 1.º de enero de 1949 General Aircraft y Blackburn se fusionaron, constituyendo la Blackburn and General Airceaft Ltd, y el G.A.L. 60 fue transportado por carretera hasta Brough para su primer vuelo, que tuvo lugar el 20 de junio de 1950.
El programa de pruebas transcurrió con rapidez, aunque se evidenció la necesidad de algunos cambios. Estos se incorporaron a un segundo prototipo provisto de motores Bristol Centaurus de 2850 cv; las nuevas técnicas de lanzamiento de cargas con paracaídas exigían un cambio en el diseño de las puertas traseras, y se instalaron unas puertas desmontables mucho mayores. El fuselaje trasero se amplió para ofrecer acomodo a pasajeros, y se sustituyeron las enormes ruedas principales por bogies de cuatro ruedas, más adecuados para la operación en pistas no preparadas.
El segundo avión, designado G.A.L. 65 y Blackburn B-100, voló en junio de 1953; el Mando de Transporte de la RAF había pasado ya un pedido de 20 unidades bajo el nombre de Blackburn B-101, posteriormente apodado Beverley. Los dos primeros aviones de serie volaron por primera vez en enero y marzo de 1955 respectivamente; Blackburn los conservó para llevar a cabo pruebas y modificaciones, y envió los dos siguientes al Establecimiento Experimental de Aviones y Armamento en Boscombe Down , para las pruebas de evaluación. Se realizaron pruebas para climas fríos en Canadá , y para climas cálidos en Trípoli , y la primera entrega al 47.º Squadron, con base en Abingdon, tuvo lugar el 12 de marzo de 1956. El Beverley era en ese momento, el avión de la RAF de mayores proporciones.
El amplio fuselaje del Beverley alojaba una cabina principal o de carga de 10,97x3,05x4,72 m, capaz para transportar una enorme gama de equipo militar hasta un total aproximado de 22,4 Tm de peso.
Las pruebas de lanzamiento de cargas con paracaídas culminaron con el de una carga de 18 144 kg, sostenida por ocho paracaídas. Como transporte de tropas, el Beverly podía cargar a 94 soldados o 70 paracaidistas, de los que 36 y 30 respectivamente se acomodaban en el compartimiento habilitado en el fuselaje trasero.
En mayo de 1954, la RAF pasó un pedido por 27 Beverley más; el modelo equipó finalmente cinco squadrons (los nos. 30, 34, 47, 53, y 84) en lugares del mundo muy remotos, como Sudáfrica, Brunéi , Oriente Medio, Singapur, Vietnam y naturalmente Gran Bretaña. A finales de 1967 la RAF retiró sus últimos Beverley, que fueron sustituidos por los norteamericanos Lockheed Hercules .
Aunque se proyectaron varias versiones civiles de este modelo, incluido un ferry de dos cubiertas para el transporte de automóviles a través del Canal, ninguna de ellas llegó a materializarse. Los dos prototipos y los dos primeros aviones de serie recibieron distintivos civiles pero no parecen haberse empleado, salvo en una ocasión: el cuarto avión fue utilizado a fines de 1955 para transportar equipo pesado por cuenta de la Iraq Petroleum Company. Un Beverley se conserva en el RAF Museum en Hendon , y otro en el Museo Histórico de la Aviación en Southend. en Argentina otro

## Variantes
- B-101 Beverley: Designación de la compañía para el Beverley C.Mk 1.
- G.A.L. 60 Universal Freighter: Designación del primer avión.
- G.A.L. 65 : Designación del segundo avión. También recibió la designación de la compañía Blackburn B-100.
- Beverley C.Mk 1: Avión de transporte táctico de medio alcance para la RAF.

## Operadores
Reino Unido
- Royal Air Force
  - N.º 30 Squadron RAF 1957-1967
  - N.º 34 Squadron RAF 1962-1967
  - N.º 47 Squadron RAF 1956-1967
  - N.º 48 Squadron RAF
  - N.º 53 Squadron RAF 1957-1963
  - N.º 84 Squadron RAF 1958-1967
  - N.º 242 Operational Conversion Unit RAF: 1957-1967

## Accidentes e incidentes
Nueve aviones se perdieron en servicio con la RAF. Dos de estos fueron retirados del servicio después de sufrir explosiones (1 mina, 1 bomba).

## Especificaciones (B-101)
Referencia datos: Aeroflight

### Características generales
- Tripulación: 6 (2 pilotos, ingeniero de vuelo, navegante, señalero y oficial de carga)
- Capacidad:

80 soldados
70 paracaidistas
- Carga: 20 000 kg
- Longitud: 30,30 m
- Envergadura: 49,40 m
- Altura: 11,80 m
- Superficie alar: 270,9 m²
- Peso vacío: 35 950 kg
- Peso máximo al despegue: 61 235 kg
- Planta motriz: 4× Motor radial Bristol Centaurus 173.
  - Potencia: 2 kW (3 HP; 3 CV) cada uno.

### Rendimiento
- Velocidad máxima operativa (Vno): 383 km/h
- Velocidad crucero (Vc): 278 km/h a 2400 m
- Alcance: 2092 km con una carga de 13 154 kg
- Techo de vuelo: 4900 m (16 076 ft)
- Régimen de ascenso: 3,9 m/s (768 ft/min)
- Carga alar: 137 kg / m²
- Potencia/peso: 228 w/kg (0,304 hp/kg)

### Aeronaves similares
- Armstrong Whitworth AW.660 Argosy
- Breguet Sahara
- Nord Noratlas
- C-119 Flying Boxcar